# Classement mondial de la FIFA
Ne doit pas être confondu avec Coefficient UEFA.
Le classement mondial masculin de la FIFA est un classement créé en 1992 et introduit en août 1993 par la Fédération internationale de football association {FIFA} afin de permettre une comparaison relative entre les équipes nationales pratiquant le football au niveau mondial.
La méthode pour classer les équipes a été révisée à trois reprises : en janvier 1999, en juillet 2006 et en août 2018...
Depuis août 2018, la méthode est basée sur un système Elo (c’est-à-dire le résultat attendu selon les points des deux équipes dans le classement avant le match) avec une pondération selon l’importance du match, la pondération allant jusqu’à donner douze fois plus de valeur à un match de Coupe du monde à partir des quarts de finale par rapport à un match amical joué en dehors des fenêtres internationales du calendrier de la FIFA.

## Mode de calcul

### D'août 1993 à décembre 1998
Lors de son introduction en août 1993, ce classement prenait en compte toutes les équipes nationales affiliées à la FIFA, sur la base de leurs résultats au cours des huit dernières années.
La formule de classement utilisée jusqu’en décembre 1998 était très simpliste et a rapidement été reconnue pour son manque de facteurs de soutien. Lorsque le classement a été introduit pour la première fois, une équipe gagne :
- 3 points pour une victoire
- 1 point pour un match nul
- 0 point pour une défaite

Ce mode de calcul est comparable à un système traditionnel de pointage.

### De janvier 1999 à juin 2006
En janvier 1999, la FIFA a mis en place un système révisé de calcul du classement, qui intègre de nombreux changements en réponse à la critique du précédent système de calcul. Pour le classement de tous les matches, leurs scores et leur importance ont tous été enregistrés et ont été utilisés dans la procédure de calcul.
{\displaystyle P=(M+BM+E-BC)\times I\times C}
Utilisant les facteurs suivants :
- Valorisation du résultat du match (M) :
  - 3 points pour une victoire
  - 1 point pour un match nul
  - 0 point pour une défaite

- Nombre de buts marqués (BM)

- Bonus de 3 points pour les équipes jouant à l'extérieur (E) (bonus non appliqué pendant les compétitions internationales)

- Nombre de buts encaissés (BC)

- Facteur d'importance du match (I) :
  - 1 pour un match amical
  - 1,5 pour un match de qualification pour la compétition continentale d’une confédération
  - 2,5 pour un match de qualification pour la coupe du Monde
  - 3 pour un match de compétition continentale d’une confédération et de la Coupe des Confédérations
  - 4 pour un match de compétition finale de la coupe du Monde

- Le coefficient confédération (C) :

| Confédération                                              | Coefficient |
| ---------------------------------------------------------- | ----------- |
| UEFA (Europe)                                              | 1.00        |
| CONMEBOL (Amérique du Sud)                                 | 1.00        |
| CONCACAF (Amérique du Nord, Amérique centrale et Caraïbes) | 0.88        |
| AFC (Asie)                                                 | 0.85        |
| CAF (Afrique)                                              | 0.85        |
| OFC (Océanie)                                              | 0.85        |

Afin d'éviter que les équipes ayant plus de matches que les autres ne soient favorisées, le calcul ne prenait initialement en compte que les sept meilleurs résultats d'une équipe. Pour inclure d'autres résultats, une moyenne d'entre eux doit être calculée.
Par exemple, si une équipe a joué douze matches :
- Les sept meilleurs des douze résultats ont été identifiés
- Le score total pour ces sept matches a été calculé (X)
- Le score total pour les douze matches a été calculé
- Ce total a été divisé par douze et multiplié par sept (Y)
- Le total des sept meilleurs résultats a été ajouté aux sept résultats moyens (X + Y)
- Ce total (X + Y) a été divisé par deux pour le score final

### De juillet 2006 à juillet 2018
Entre juillet 2006 et juillet 2018, le nombre de points à gagner se base sur le calcul suivant :
{\displaystyle P=M\times I\times T\times C\times 100}
Utilisant les facteurs suivants :
- Valorisation du résultat du match (M)
  - 3 points pour une victoire
  - 2 points pour une victoire aux tirs au but
  - 1 point pour un match nul ou une défaite aux tirs au but
  - 0 points pour une défaite

- Importance du match (I)
  - 1 point pour un match amical ou petit tournoi
  - 2,5 points pour les éliminatoires de Coupe du monde ou continentales
  - 3 points pour les phases finales des compétitions continentales et la Coupe des confédérations
  - 4 points pour la phase finale de la Coupe du Monde

- Valeur de l’adversaire selon son classement mondial (T)
  - {\displaystyle {\text{Valeur de l'adversaire T}}=\left({\frac {200-{\text{rang de l'adversaire}}}{100}}\right)}
  - Pour les équipes adverses classées au-delà de la 150e place, la valeur de l'adversaire est fixée à 0,5.

- Le coefficient confédération (C)
  - Le coefficient confédération est la moyenne du coefficient confédération des deux équipes opposées : {\displaystyle {\text{Coefficient confédération C}}=\left({\frac {{\text{Coefficient Equipe 1}}+{\text{Coefficient Equipe 2}}}{2}}\right)}
  - Le coefficient de chaque confédération a une valeur comprise entre 0,85 et 1. Elle est réajustée régulièrement[3],[4].

| Confédération                                              | Après la coupe du monde 2014 | Après la coupe du monde 2010 | Après la coupe du monde 2006 | Jusqu'à la coupe du monde 2006 |
| ---------------------------------------------------------- | ---------------------------- | ---------------------------- | ---------------------------- | ------------------------------ |
| UEFA (Europe)                                              | 0.99                         | 1.00                         | 1.00                         | 1.00                           |
| CONMEBOL (Amérique du Sud)                                 | 1.00                         | 1.00                         | 0.98                         | 1.00                           |
| CONCACAF (Amérique du Nord, Amérique centrale et Caraïbes) | 0.85                         | 0.88                         | 0.85                         | 0.88                           |
| AFC (Asie)                                                 | 0.85                         | 0.86                         | 0.85                         | 0.85                           |
| CAF (Afrique)                                              | 0.85                         | 0.86                         | 0.85                         | 0.85                           |
| OFC (Océanie)                                              | 0.85                         | 0.85                         | 0.85                         | 0.85                           |

### Depuis août 2018
À partir du mois d'août 2018, la FIFA utilise la méthode Elo dans le but :
- d'ajuster l'équilibre des matches en donnant moins d'importance aux matches amicaux et plus d’importance aux matches de compétitions finales.
- d'exclure du calcul les défaites subies lors de la phase à élimination directe d’une compétition finale.

Le calcul utilisé est le suivant :
{\displaystyle P=PP+I\times (R-Ra)}
Utilisant les facteurs suivants :
- Les points de l'équipe avant le match (PP)

- Facteur d'importance du match (I)
  - 5 pour un match amical disputé en dehors des fenêtres du calendrier international des matches
  - 10 pour un match amical disputé dans une fenêtre du calendrier international des matches
  - 15 pour un match de groupe de la Ligue des Nations de l'UEFA et de la CONCACAF
  - 25 pour un match de classement et finale de Ligue des Nations et pour un match de qualification pour la compétition continentale d’une confédération ou pour la coupe du Monde
  - 35 pour un match de compétition continentale d’une confédération jusqu’aux huitièmes de finale (inclus)
  - 40 pour un match de compétition continentale d’une confédération à compter des quarts de finale, et tous les matches de la Coupe des Confédérations
  - 50 pour un match de compétition finale de la coupe du Monde jusqu’aux huitièmes de finale (inclus)
  - 60 pour un match de compétition finale de la coupe du Monde à compter des quarts de finale

- Résultat du match (R)
  - 1 point pour une victoire
  - 0,75 point pour une victoire aux tirs au but
  - 0,5 point pour un match nul
  - 0,5 point pour une défaite aux tirs au but
  - 0 point pour une défaite

- Résultat attendu du match (Ra) utilisant la formule suivante : {\displaystyle Ra={\frac {1}{10^{\frac {-dv}{600}}+1}}}
  - dv : différence de valeur entre les deux équipes, c’est-à-dire dv = (PP équipe A – PP équipe B)

#### Exemple
Dans cet exemple, l'équipe A affronte l'équipe B dans un match de qualification à une compétition continentale d'une confédération :
L'exemple est tiré du document officiel de la FIFA.
|                    | Victoire équipe A | Victoire équipe A | Match Nul       | Match Nul       | Victoire équipe B | Victoire équipe B |
| Équipe A           | Équipe B          | Équipe A          | Équipe B        | Équipe A        | Équipe B          |                   |
| {\displaystyle PP} | 1300              | 1500              | 1300            | 1500            | 1300              | 1500              |
| {\displaystyle I}  | 25                | 25                | 25              | 25              | 25                | 25                |
| {\displaystyle R}  | 1                 | 0                 | 0,5             | 0,5             | 0                 | 1                 |
| {\displaystyle Ra} | 0,3 (arrondi)     | 0,7 (arrondi)     | 0,3 (arrondi)   | 0,7 (arrondi)   | 0,3 (arrondi)     | 0,7 (arrondi)     |
| Total              | +17,00 (arrondi)  | -17,00 (arrondi)  | +5,00 (arrondi) | -5,00 (arrondi) | -7,00 (arrondi)   | +7,00 (arrondi)   |
| {\displaystyle P}  | 1317              | 1483              | 1305            | 1495            | 1293              | 1507              |

## Historique

### Premières années (1993-1994): Bataille entre le Brésil, l'Allemagne et l'Italie
De août 1993 à juillet 1994, dans l'ordre, l'Allemagne, le Brésil, l'Italie, de nouveau l'Allemagne, le Brésil et encore l'Allemagne ont été en tête du classement.

### Ultra domination du Brésil (1994-2007)
Le 1er juillet 1994, le Brésil prend la tête du classement qu'il va garder pendant presque 7 ans jusqu'à 2001, année lors de laquelle la France va devenir première mondiale pendant 13 mois grâce à des victoires à la Coupe du monde 1998, l'Euro 2000 et la Coupe des confédérations 2001. Puis la génération dorée brésilienne composée de Rivaldo, Ronaldo, Ronaldinho, Roberto Carlos réussit à reprendre la tête du classement jusqu'en 2007.

### Changement de domination et prise de pouvoir de l'Espagne (2007-2014)
Après la domination brésilienne, l'Argentine et l'Italie se sont échangé la première place avec le Brésil. En 2008 après leur victoire à l'Euro, l'Espagne prend la première place mondiale qu'elle ne va lâcher qu'à quelques reprises en 2009 et 2010 au Brésil, puis 1 mois aux Pays-Bas en 2012.

### De nombreux changements (depuis 2014)
À partir de 2014, de nombreuses équipes vont se succéder en tant que numéro 1 mondiale : l'Allemagne, l'Argentine, la Belgique, le Brésil et la France. La Belgique a tenu la première place mondiale pendant 3 ans d'affilée.

### Résumé
Depuis le 1er août 1993, 8 équipes ont été numéro 1 mondiales : l'Allemagne, le Brésil, l'Italie, la France, l'Argentine, l'Espagne, les Pays-Bas et enfin la Belgique.

## Top 30 actuel
Le classement mondial FIFA, au 3 avril 2025, s'établit comme suit :
| Classement | Équipe         | Score total | Points précédents | +/- Positions |
| ---------- | -------------- | ----------- | ----------------- | ------------- |
| 1          | Argentine      | 1886,16     | 1867,25           | 0             |
| 2          | Espagne        | 1854,64     | 1853,27           | 1             |
| 3          | France         | 1852,71     | 1859,78           | 1             |
| 4          | Angleterre     | 1819,20     | 1813,81           | 0             |
| 5          | Brésil         | 1776,03     | 1775,85           | 0             |
| 6          | Pays-Bas       | 1752,44     | 1747,55           | 1             |
| 7          | Portugal       | 1750,08     | 1756,12           | 1             |
| 8          | Belgique       | 1735,75     | 1740,62           | 0             |
| 9          | Italie         | 1718,31     | 1731,51           | 0             |
| 10         | Allemagne      | 1716,98     | 1703,79           | 0             |
| 11         | Croatie        | 1698,66     | 1691,59           | 2             |
| 12         | Maroc          | 1694,24     | 1688,18           | 2             |
| 13         | Uruguay        | 1679,49     | 1695,91           | 2             |
| 14         | Colombie       | 1679,04     | 1694,44           | 2             |
| 15         | Japon          | 1652,64     | 1652,79           | 0             |
| 16         | États-Unis     | 1648,81     | 1645,48           | 0             |
| 17         | Mexique        | 1646,94     | 1627,40           | 2             |
| 18         | Iran           | 1637,39     | 1635,31           | 0             |
| 19         | Sénégal        | 1630,32     | 1637,25           | 2             |
| 20         | Suisse         | 1624,75     | 1625,16           | 0             |
| 21         | Danemark       | 1617,54     | 1611,49           | 0             |
| 22         | Autriche       | 1580,22     | 189,84            | 0             |
| 23         | Corée du Sud   | 1574,93     | 1585,45           | 0             |
| 24         | Équateur       | 1567,95     | 1560,13           | 0             |
| 25         | Ukraine        | 1559,81     | 1554,94           | 0             |
| 26         | Australie      | 1554,55     | 1544,15           | 0             |
| 27         | Turquie        | 1551,47     | 1537,24           | 1             |
| 28         | Suède          | 1536,05     | 1540,20           | 1             |
| 29         | Pays de Galles | 1535,57     | 1534,39           | 0             |
| 30         | Canada         | 1531,58     | 1515,96           | 1             |

## Tête du classement

### Chronologie des équipes à la tête du classement
| no | Équipe          | Début       | Fin        | Nombre de jours | Cumul   |
| -- | --------------- | ----------- | ---------- | --------------- | ------- |
| 1  | Allemagne       | 01/08/1993  | 31/08/1993 | 31              | 31      |
| 2  | Brésil          | 01/09/1993  | 31/10/1993 | 61              | 61      |
| 3  | Italie          | 01/11/1993  | 30/11/1993 | 30              | 30      |
|    | Allemagne       | 01/12/1993  | 31/03/1994 | 121             | 152     |
|    | Brésil          | 01/04/1994  | 31/05/1994 | 61              | 122     |
|    | Allemagne       | 01/06/1994  | 30/06/1994 | 30              | 182     |
|    | Brésil          | 01/07/1994  | 30/04/2001 | 2496            | 2618    |
| 4  | France          | 01/05/2001  | 31/05/2002 | 396             | 396     |
|    | Brésil          | 01/06/2002  | 31/01/2007 | 1706            | 4324    |
|    | Italie          | 01/02/2007  | 28/02/2007 | 28              | 58      |
| 5  | Argentine       | 01/03/2007  | 31/03/2007 | 31              | 31      |
|    | Italie          | 01/04/2007  | 30/06/2007 | 91              | 149     |
|    | Brésil          | 01/07/2007  | 31/08/2007 | 62              | 4386    |
|    | Italie          | 01/09/2007  | 30/09/2007 | 30              | 179     |
|    | Argentine       | 01/10/2007  | 30/06/2008 | 274             | 305     |
| 6  | Espagne         | 01/07/2008  | 30/06/2009 | 365             | 365     |
|    | Brésil          | 01/07/2009  | 19/11/2009 | 142             | 4528    |
|    | Espagne         | 20/11/2009  | 27/04/2010 | 159             | 524     |
|    | Brésil          | 28/04/2010  | 13/07/2010 | 77              | 4605    |
|    | Espagne         | 14/07/2010  | 23/08/2011 | 406             | 930     |
| 7  | Pays-Bas        | 24/08/2011  | 20/09/2011 | 28              | 28      |
|    | Espagne         | 21/09/2011  | 16/07/2014 | 1030            | 1960    |
|    | Allemagne       | 17/07/2014  | 08/07/2015 | 357             | 539     |
|    | Argentine       | 09/07/2015  | 04/11/2015 | 119             | 424     |
| 8  | Belgique        | 05/11/2015  | 06/04/2016 | 154             | 154     |
|    | Argentine       | 07/04/2016  | 05/04/2017 | 364             | 788     |
|    | Brésil          | 06/04/2017  | 05/07/2017 | 91              | 4696    |
|    | Allemagne       | 06/07/2017  | 09/08/2017 | 35              | 574     |
|    | Brésil          | 10/08/2017  | 13/09/2017 | 35              | 4731    |
|    | Allemagne       | 14/09/2017  | 15/08/2018 | 336             | 910     |
|    | France          | 16/08/2018  | 19/09/2018 | 35              | 431     |
|    | France Belgique | 20/09/2018* | 24/10/2018 | 35              | 466 189 |
|    | Belgique        | 25/10/2018  | 30/03/2022 | 1253            | 1442    |
|    | Brésil          | 31/03/2022  | 05/04/2023 | 371             | 5102    |
|    | Argentine       | 06/04/2023  | 10/07/2025 | 826             | 1614    |

- Les nombres soulignés sont les nombres totaux de jours d'un pays à la tête du classement.
- Les nombres en gras sont les records de jours consécutifs et de jours cumulés à la tête du classement.

* Belgique 1729,25 points et France 1729,12 points.
| #               | Équipe    | Jours |
| --------------- | --------- | ----- |
| 1.              | Brésil    | 5102  |
| 2.              | Espagne   | 1960  |
| 3.              | Argentine | 1614* |
| 4.              | Belgique  | 1442  |
| 5.              | Allemagne | 910   |
| 6.              | France    | 466   |
| 7.              | Italie    | 179   |
| 8.              | Pays-Bas  | 28    |
| * Meneur actuel |           |       |

| #                | Équipe      | Série |
| ---------------- | ----------- | ----- |
| 1.               | Brésil      | 2496  |
| 2.               | Brésil (2)  | 1706  |
| 3.               | Belgique    | 1288  |
| 4.               | Espagne     | 1030  |
| 5.               | Argentine   | 826*  |
| 6.               | Espagne (2) | 406   |
| 7.               | France      | 396   |
| 8.               | Brésil (3)  | 371   |
| 9.               | Espagne (3) | 365   |
| 10.              | Argentine   | 364   |
| * Série en cours |             |       |

## Récompense

### Équipe de l'année
L'Équipe de l'année (Team of the Year) est un prix remis par la FIFA à l'équipe qui termine l'année au sommet du classement.
| Année | Première place | Seconde place | Troisième place |
| ----- | -------------- | ------------- | --------------- |
| 1993  | Allemagne      | Italie        | Brésil          |
| 1994  | Brésil         | Espagne       | Suède           |
| 1995  | Brésil         | Allemagne     | Italie          |
| 1996  | Brésil         | Allemagne     | France          |
| 1997  | Brésil         | Allemagne     | Tchéquie        |
| 1998  | Brésil         | France        | Allemagne       |
| 1999  | Brésil         | Tchéquie      | France          |
| 2000  | Brésil         | France        | Argentine       |
| 2001  | France         | Argentine     | Brésil          |
| 2002  | Brésil         | France        | Espagne         |
| 2003  | Brésil         | France        | Espagne         |
| 2004  | Brésil         | France        | Argentine       |
| 2005  | Brésil         | Tchéquie      | Pays-Bas        |
| 2006  | Brésil         | Italie        | Argentine       |
| 2007  | Argentine      | Brésil        | Italie          |
| 2008  | Espagne        | Allemagne     | Pays-Bas        |
| 2009  | Espagne        | Brésil        | Pays-Bas        |
| 2010  | Espagne        | Pays-Bas      | Allemagne       |
| 2011  | Espagne        | Pays-Bas      | Allemagne       |
| 2012  | Espagne        | Allemagne     | Argentine       |
| 2013  | Espagne        | Allemagne     | Argentine       |
| 2014  | Allemagne      | Argentine     | Colombie        |
| 2015  | Belgique       | Argentine     | Espagne         |
| 2016  | Argentine      | Brésil        | Allemagne       |
| 2017  | Allemagne      | Brésil        | Portugal        |
| 2018  | Belgique       | France        | Brésil          |
| 2019  | Belgique       | France        | Brésil          |
| 2020  | Belgique       | France        | Brésil          |
| 2021  | Belgique       | Brésil        | France          |
| 2022  | Brésil         | Argentine     | France          |
| 2023  | Argentine      | France        | Angleterre      |
| 2024  | Argentine      | France        | Espagne         |

### Progression de l'année
La progression de l'année (Best Mover of the Year) est un prix remis par la FIFA à l'équipe ayant réussi la meilleure progression au classement sur l'année.
| Année | Première place | Seconde place      | Troisième place    |
| ----- | -------------- | ------------------ | ------------------ |
| 1993  | Colombie       | Portugal           | Maroc              |
| 1994  | Croatie        | Brésil             | Ouzbékistan        |
| 1995  | Jamaïque       | Trinité-et-Tobago  | Tchéquie           |
| 1996  | Afrique du Sud | Paraguay           | Canada             |
| 1997  | Yougoslavie    | Bosnie-Herzégovine | Iran               |
| 1998  | Croatie        | France             | Argentine          |
| 1999  | Slovénie       | Cuba               | Ouzbékistan        |
| 2000  | Nigeria        | Honduras           | Cameroun           |
| 2001  | Costa Rica     | Australie          | Honduras           |
| 2002  | Sénégal        | Pays de Galles     | Brésil             |
| 2003  | Bahreïn        | Oman               | Turkménistan       |
| 2004  | Chine          | Ouzbékistan        | Côte d'Ivoire      |
| 2005  | Ghana          | Éthiopie           | Suisse             |
| 2006  | Italie         | Allemagne          | France             |
| 2007  | Mozambique     | Norvège            | Nouvelle-Calédonie |
| 2008  | Espagne        | Monténégro         | Russie             |
| 2009  | Brésil         | Algérie            | Slovénie           |
| 2010  | Pays-Bas       | Monténégro         | Botswana           |
| 2011  | Pays de Galles | Sierra Leone       | Bosnie-Herzégovine |
| 2012  | Colombie       | Équateur           | Mali               |
| 2013  | Ukraine        | Arménie            | États-Unis         |
| 2014  | Allemagne      | Slovaquie          | Belgique           |
| 2015  | Turquie        | Hongrie            | Nicaragua          |
| 2016  | France         | Pérou              | Pologne            |
| 2017  | Danemark       | Suède              | Bolivie            |
| 2018  | France         | Uruguay            | Kosovo             |
| 2019  | Qatar          | Algérie            | Japon              |
| 2020  | Hongrie        | Équateur           | Malte              |
| 2021  | Canada         | Italie             | Argentine          |
| 2022  | Maroc          | Croatie            | Argentine          |
| 2023  | Panama         | Moldavie           | Malaisie           |
| 2024  | Angola         | Jordanie           | Fidji              |

## Leader en fin d'année

### Évolution du top 10
Le classement par année, en fin d'année civile, des dix meilleures sélections nationales selon le classement FIFA est donné dans les tableaux suivants. Depuis la création de ce classement, 28 équipes ont figuré parmi les dix premières sélections en fin d'année.
| Équipes              | 1993 | 1994 | 1995 | 1996 | 1997 | 1998 | 1999 |
| -------------------- | ---- | ---- | ---- | ---- | ---- | ---- | ---- |
| Allemagne            | 1    | 5    | 2    | 2    | 2    | 3    | 5    |
| Angleterre           | 11   | 18   | 21   | 12   | 4    | 9    | 12   |
| Argentine            | 8    | 10   | 7    | 22   | 17   | 5    | 6    |
| Brésil               | 3    | 1    | 1    | 1    | 1    | 1    | 1    |
| Colombie             | 21   | 17   | 15   | 4    | 10   | 34   | 25   |
| Croatie              | 122  | 62   | 41   | 24   | 19   | 4    | 9    |
| Danemark             | 6    | 14   | 9    | 6    | 8    | 19   | 11   |
| Espagne              | 5    | 2    | 4    | 8    | 11   | 15   | 4    |
| France               | 15   | 19   | 8    | 3    | 6    | 2    | 3    |
| République d'Irlande | 10   | 9    | 28   | 36   | 47   | 56   | 35   |
| Italie               | 2    | 4    | 3    | 10   | 9    | 7    | 14   |
| Mexique              | 16   | 15   | 12   | 11   | 5    | 10   | 10   |
| Norvège              | 4    | 8    | 10   | 14   | 13   | 14   | 7    |
| Pays-Bas             | 7    | 6    | 6    | 9    | 22   | 11   | 19   |
| Tchéquie             | 19   | 34   | 14   | 5    | 3    | 8    | 2    |
| Roumanie             | 13   | 11   | 11   | 16   | 7    | 12   | 8    |
| Russie               | 14   | 13   | 5    | 7    | 12   | 40   | 18   |
| Serbie               | 68   | 101  | 81   | 55   | 20   | 6    | 13   |
| Suède                | 9    | 3    | 13   | 17   | 18   | 18   | 16   |
| Suisse               | 12   | 7    | 18   | 47   | 62   | 83   | 47   |

| Équipe     | 2000 | 2001 | 2002 | 2003 | 2004 | 2005 | 2006 | 2007 | 2008 | 2009 |
| ---------- | ---- | ---- | ---- | ---- | ---- | ---- | ---- | ---- | ---- | ---- |
| Allemagne  | 11   | 12   | 4    | 12   | 19   | 16   | 6    | 5    | 2    | 6    |
| Angleterre | 17   | 10   | 7    | 8    | 8    | 9    | 5    | 12   | 8    | 9    |
| Argentine  | 3    | 2    | 5    | 5    | 3    | 4    | 3    | 1    | 6    | 8    |
| Brésil     | 1    | 3    | 1    | 1    | 1    | 1    | 1    | 2    | 5    | 2    |
| Colombie   | 15   | 5    | 37   | 39   | 26   | 24   | 34   | 17   | 49   | 39   |
| Croatie    | 18   | 19   | 32   | 20   | 23   | 20   | 15   | 10   | 7    | 10   |
| Espagne    | 7    | 7    | 3    | 3    | 5    | 5    | 12   | 4    | 1    | 1    |
| États-Unis | 16   | 24   | 10   | 11   | 11   | 8    | 31   | 19   | 22   | 14   |
| France     | 2    | 1    | 2    | 2    | 2    | 5    | 4    | 7    | 11   | 7    |
| Italie     | 4    | 6    | 13   | 10   | 10   | 12   | 2    | 3    | 4    | 4    |
| Mexique    | 12   | 9    | 8    | 7    | 7    | 5    | 20   | 15   | 26   | 17   |
| Nigeria    | 52   | 40   | 29   | 35   | 21   | 24   | 9    | 20   | 19   | 22   |
| Pays-Bas   | 8    | 8    | 6    | 4    | 6    | 3    | 7    | 9    | 3    | 3    |
| Paraguay   | 10   | 13   | 18   | 22   | 30   | 30   | 35   | 21   | 17   | 29   |
| Portugal   | 6    | 4    | 11   | 17   | 9    | 10   | 8    | 8    | 11   | 5    |
| Tchéquie   | 5    | 14   | 15   | 6    | 4    | 2    | 10   | 6    | 11   | 25   |
| Russie     | 21   | 21   | 23   | 24   | 32   | 34   | 22   | 23   | 9    | 12   |
| Serbie     | 9    | 11   | 19   | 41   | 46   | 47   | 33   | 27   | 30   | 19   |
| Turquie    | 30   | 23   | 9    | 8    | 14   | 11   | 26   | 16   | 10   | 41   |

| Équipe     | 2010 | 2011 | 2012 | 2013 | 2014 | 2015 | 2016 | 2017 | 2018 | 2019 |
| ---------- | ---- | ---- | ---- | ---- | ---- | ---- | ---- | ---- | ---- | ---- |
| Allemagne  | 3    | 3    | 2    | 2    | 1    | 4    | 3    | 1    | 16   | 15   |
| Angleterre | 6    | 5    | 6    | 13   | 13   | 9    | 13   | 15   | 5    | 4    |
| Argentine  | 5    | 10   | 3    | 3    | 2    | 2    | 1    | 4    | 11   | 9    |
| Autriche   | 46   | 70   | 70   | 46   | 23   | 10   | 31   | 29   | 22   | 26   |
| Belgique   | 57   | 41   | 21   | 11   | 4    | 1    | 5    | 5    | 1    | 1    |
| Brésil     | 4    | 6    | 18   | 10   | 6    | 6    | 2    | 2    | 3    | 3    |
| Chili      | 15   | 13   | 26   | 15   | 14   | 5    | 4    | 10   | 13   | 17   |
| Colombie   | 48   | 36   | 5    | 4    | 3    | 8    | 6    | 13   | 12   | 10   |
| Croatie    | 10   | 8    | 10   | 16   | 19   | 18   | 14   | 17   | 4    | 6    |
| Danemark   | 27   | 11   | 23   | 25   | 30   | 42   | 50   | 12   | 10   | 16   |
| Égypte     | 9    | 31   | 41   | 41   | 60   | 57   | 36   | 31   | 56   | 51   |
| Espagne    | 1    | 1    | 1    | 1    | 9    | 3    | 10   | 6    | 9    | 8    |
| France     | 18   | 15   | 17   | 20   | 7    | 25   | 7    | 9    | 2    | 2    |
| Italie     | 14   | 9    | 4    | 7    | 11   | 15   | 16   | 14   | 18   | 13   |
| Pays-Bas   | 2    | 2    | 8    | 9    | 5    | 14   | 22   | 20   | 14   | 14   |
| Pologne    | 73   | 66   | 55   | 76   | 41   | 34   | 15   | 7    | 20   | 19   |
| Portugal   | 8    | 7    | 7    | 5    | 7    | 7    | 8    | 3    | 6    | 7    |
| Russie     | 13   | 12   | 9    | 22   | 31   | 24   | 56   | 64   | 48   | 38   |
| Suisse     | 22   | 17   | 12   | 8    | 12   | 12   | 11   | 8    | 8    | 12   |
| Uruguay    | 7    | 4    | 16   | 6    | 10   | 11   | 9    | 21   | 7    | 5    |

| Équipe     | 2020 | 2021 | 2022 | 2023 | 2024 |
| ---------- | ---- | ---- | ---- | ---- | ---- |
| Allemagne  | 13   | 12   | 14   | 16   | 10   |
| Angleterre | 4    | 4    | 5    | 3    | 4    |
| Argentine  | 7    | 5    | 2    | 1    | 1    |
| Belgique   | 1    | 1    | 4    | 4    | 8    |
| Brésil     | 3    | 2    | 1    | 5    | 5    |
| Croatie    | 11   | 15   | 7    | 10   | 13   |
| Danemark   | 12   | 9    | 18   | 19   | 21   |
| Espagne    | 6    | 7    | 10   | 8    | 3    |
| France     | 2    | 3    | 3    | 2    | 2    |
| Italie     | 10   | 6    | 8    | 9    | 9    |
| Mexique    | 9    | 14   | 15   | 15   | 19   |
| Pays-Bas   | 14   | 10   | 6    | 6    | 7    |
| Portugal   | 5    | 8    | 9    | 7    | 6    |
| Uruguay    | 8    | 17   | 16   | 11   | 11   |

- Premier
- Deuxième
- Troisième

### Bilan par nation
Bilan des équipes ayant terminé au moins une année dans le top 3 depuis 1993 :
| Équipes    | Premier                                                                           | Deuxième                                                        | Troisième                        |
| ---------- | --------------------------------------------------------------------------------- | --------------------------------------------------------------- | -------------------------------- |
| Brésil     | 13 (1994, 1995, 1996, 1997, 1998, 1999, 2000, 2002, 2003, 2004, 2005, 2006, 2022) | 5 (2007, 2009, 2016, 2017, 2021)                                | 5 (1993, 2001, 2018, 2019, 2020) |
| Espagne    | 6 (2008, 2009, 2010, 2011, 2012, 2013)                                            | 1 (1994)                                                        | 4 (2002, 2003, 2015, 2024)       |
| Belgique   | 5 (2015, 2018, 2019, 2020, 2021)                                                  | 0                                                               | 0                                |
| Argentine  | 4 (2007, 2016, 2023, 2024)                                                        | 4 (2001, 2014, 2015, 2022)                                      | 5 (2000, 2004, 2006, 2012, 2013) |
| Allemagne  | 3 (1993, 2014, 2017)                                                              | 6 (1995, 1996, 1997, 2008, 2012, 2013)                          | 4 (1998, 2010, 2011, 2016)       |
| France     | 1 (2001)                                                                          | 10 (1998, 2000, 2002, 2003, 2004, 2018, 2019, 2020, 2023, 2024) | 4 (1996, 1999, 2021, 2022)       |
| Pays-Bas   | 0                                                                                 | 2 (2010, 2011)                                                  | 3 (2005, 2008, 2009)             |
| Italie     | 0                                                                                 | 2 (1993, 2006)                                                  | 2 (1995, 2007)                   |
| Tchéquie   | 0                                                                                 | 2 (1999, 2005)                                                  | 1 (1997)                         |
| Suède      | 0                                                                                 | 0                                                               | 1 (1994)                         |
| Colombie   | 0                                                                                 | 0                                                               | 1 (2014)                         |
| Portugal   | 0                                                                                 | 0                                                               | 1 (2017)                         |
| Angleterre | 0                                                                                 | 0                                                               | 1 (2023)                         |

## Classement par confédération

### Afrique
Les tableaux suivants retracent le classement des 5 meilleures sélections de la Confédération africaine de football (CAF) depuis 1993 d'après leurs points au classement mondial FIFA établi en fin d'année civile.
| Équipe         | 1993 | 1994 | 1995 | 1996 | 1997 | 1998 | 1999 |
| -------------- | ---- | ---- | ---- | ---- | ---- | ---- | ---- |
| Afrique du Sud | 22   | 12   | 9    | 1    | 4    | 3    | 2    |
| Cameroun       | 2    | 7    | 7    | 10   | 7    | 6    | 9    |
| Côte d'Ivoire  | 7    | 4    | 1    | 9    | 6    | 7    | 8    |
| Égypte         | 3    | 3    | 3    | 6    | 5    | 4    | 5    |
| Ghana          | 9    | 5    | 6    | 4    | 8    | 8    | 6    |
| Maroc          | 5    | 8    | 8    | 5    | 1    | 1    | 1    |
| Nigeria        | 1    | 1    | 5    | 12   | 14   | 11   | 15   |
| Tunisie        | 6    | 6    | 2    | 3    | 3    | 2    | 3    |
| Zambie         | 4    | 2    | 4    | 2    | 2    | 5    | 4    |

| Équipe         | 2000 | 2001 | 2002 | 2003 | 2004 | 2005 | 2006 | 2007 | 2008 | 2009 |
| -------------- | ---- | ---- | ---- | ---- | ---- | ---- | ---- | ---- | ---- | ---- |
| Afrique du Sud | 1    | 2    | 4    | 5    | 7    | 8    | 16   | 17   | 19   | 18   |
| Algérie        | 16   | 15   | 13   | 11   | 14   | 17   | 19   | 18   | 13   | 5    |
| Cameroun       | 5    | 4    | 1    | 1    | 2    | 1    | 2    | 2    | 1    | 1    |
| Côte d'Ivoire  | 7    | 7    | 10   | 13   | 8    | 7    | 3    | 4    | 5    | 2    |
| Égypte         | 4    | 6    | 6    | 2    | 5    | 5    | 5    | 6    | 2    | 4    |
| Ghana          | 10   | 9    | 9    | 16   | 16   | 9    | 6    | 8    | 4    | 6    |
| Guinée         | 14   | 22   | 27   | 20   | 19   | 16   | 4    | 3    | 6    | 15   |
| Maroc          | 3    | 3    | 5    | 6    | 4    | 6    | 9    | 7    | 7    | 12   |
| Nigeria        | 8    | 5    | 3    | 4    | 1    | 2    | 1    | 1    | 3    | 3    |
| Sénégal        | 19   | 11   | 2    | 3    | 3    | 4    | 10   | 5    | 10   | 19   |
| Tunisie        | 2    | 1    | 7    | 7    | 6    | 3    | 7    | 10   | 9    | 10   |

| Équipe        | 2010 | 2011 | 2012 | 2013 | 2014 | 2015 | 2016 | 2017 | 2018 | 2019 |
| ------------- | ---- | ---- | ---- | ---- | ---- | ---- | ---- | ---- | ---- | ---- |
| Algérie       | 5    | 3    | 2    | 3    | 1    | 2    | 5    | 10   | 13   | 4    |
| Cap-Vert      | 17   | 9    | 15   | 5    | 7    | 4    | 19   | 13   | 15   | 16   |
| Côte d'Ivoire | 3    | 1    | 1    | 1    | 3    | 1    | 2    | 11   | 11   | 12   |
| RD Congo      | 36   | 34   | 29   | 20   | 13   | 11   | 6    | 4    | 5    | 10   |
| Égypte        | 1    | 4    | 6    | 6    | 14   | 9    | 4    | 3    | 8    | 7    |
| Ghana         | 2    | 2    | 4    | 2    | 5    | 3    | 9    | 8    | 6    | 6    |
| Maroc         | 19   | 12   | 17   | 17   | 23   | 18   | 10   | 5    | 3    | 5    |
| Mali          | 13   | 15   | 3    | 7    | 11   | 12   | 11   | 14   | 10   | 9    |
| Nigeria       | 4    | 5    | 10   | 4    | 9    | 14   | 8    | 9    | 4    | 3    |
| Sénégal       | 14   | 6    | 19   | 14   | 4    | 6    | 1    | 1    | 1    | 1    |
| Tunisie       | 9    | 10   | 8    | 8    | 2    | 5    | 3    | 2    | 2    | 2    |
| Zambie        | 18   | 17   | 5    | 15   | 10   | 17   | 21   | 15   | 17   | 19   |

| Équipe   | 2020 | 2021 | 2022 | 2023 | 2024 |
| -------- | ---- | ---- | ---- | ---- | ---- |
| Algérie  | 3    | 3    | 7    | 4    | 4    |
| Cameroun | 7    | 7    | 4    | 7    | 7    |
| Égypte   | 6    | 6    | 6    | 5    | 3    |
| Maroc    | 4    | 2    | 1    | 1    | 1    |
| Nigeria  | 5    | 5    | 5    | 6    | 5    |
| Sénégal  | 1    | 1    | 2    | 2    | 2    |
| Tunisie  | 2    | 4    | 3    | 3    | 9    |

#### Bilan par nation depuis 1993 (zone CAF)
| Équipes        | Premier | Deuxième | Troisième |
| -------------- | ------- | -------- | --------- |
| Sénégal        | 6       | 4        | 2         |
| Maroc          | 6       | 1        | 3         |
| Cameroun       | 5       | 4        | 0         |
| Côte d'Ivoire  | 5       | 2        | 3         |
| Nigeria        | 5       | 1        | 4         |
| Afrique du Sud | 2       | 2        | 1         |
| Tunisie        | 1       | 8        | 6         |
| Égypte         | 1       | 2        | 5         |
| Algérie        | 1       | 2        | 4         |
| Ghana          | 0       | 3        | 1         |
| Zambie         | 0       | 3        | 0         |
| Guinée         | 0       | 0        | 1         |
| Mali           | 0       | 0        | 1         |

### Amérique du Nord, Centrale et Caraïbes
Le tableau suivant retrace le classement des 5 meilleures sélections de la Confédération de football d'Amérique du Nord, d'Amérique centrale et des Caraïbes (CONCACAF) depuis 1993 d'après leurs points au classement mondial FIFA établi en fin d'année civile.
| Équipe            | 1993 | 1994 | 1995 | 1996 | 1997 | 1998 | 1999 |
| ----------------- | ---- | ---- | ---- | ---- | ---- | ---- | ---- |
| Canada            | 5    | 4    | 6    | 4    | 7    | 9    | 9    |
| Costa Rica        | 4    | 5    | 7    | 9    | 4    | 5    | 5    |
| États-Unis        | 2    | 2    | 2    | 2    | 2    | 2    | 2    |
| Honduras          | 3    | 3    | 3    | 6    | 8    | 7    | 6    |
| Jamaïque          | 7    | 8    | 4    | 3    | 3    | 3    | 3    |
| Mexique           | 1    | 1    | 1    | 1    | 1    | 1    | 1    |
| Trinité-et-Tobago | 9    | 7    | 5    | 5    | 5    | 4    | 4    |

| Équipe            | 2000 | 2001 | 2002 | 2003 | 2004 | 2005 | 2006 | 2007 | 2008 | 2009 |
| ----------------- | ---- | ---- | ---- | ---- | ---- | ---- | ---- | ---- | ---- | ---- |
| Canada            | 8    | 11   | 7    | 9    | 9    | 10   | 8    | 4    | 9    | 5    |
| Costa Rica        | 7    | 4    | 3    | 3    | 3    | 3    | 6    | 7    | 4    | 4    |
| Cuba              | 9    | 8    | 8    | 7    | 8    | 8    | 3    | 8    | 7    | 11   |
| États-Unis        | 2    | 2    | 2    | 2    | 2    | 2    | 2    | 2    | 1    | 1    |
| Honduras          | 4    | 3    | 4    | 5    | 5    | 4    | 4    | 3    | 3    | 3    |
| Jamaïque          | 5    | 6    | 6    | 4    | 4    | 5    | 5    | 10   | 5    | 8    |
| Mexique           | 1    | 1    | 1    | 1    | 1    | 1    | 1    | 1    | 2    | 2    |
| Panama            | 13   | 13   | 15   | 13   | 11   | 9    | 7    | 5    | 8    | 6    |
| Trinité-et-Tobago | 3    | 5    | 5    | 6    | 6    | 6    | 10   | 9    | 6    | 9    |

| Équipe            | 2010 | 2011 | 2012 | 2013 | 2014 | 2015 | 2016 | 2017 | 2018 | 2019 |
| ----------------- | ---- | ---- | ---- | ---- | ---- | ---- | ---- | ---- | ---- | ---- |
| Costa Rica        | 7    | 6    | 8    | 3    | 1    | 3    | 1    | 3    | 3    | 3    |
| Cuba              | 5    | 16   | 12   | 10   | 14   | 10   | 20   | 27   | 22   | 26   |
| États-Unis        | 1    | 2    | 2    | 1    | 3    | 2    | 3    | 2    | 2    | 2    |
| Haïti             | 10   | 10   | 3    | 7    | 8    | 7    | 5    | 6    | 11   | 10   |
| Honduras          | 4    | 4    | 6    | 5    | 6    | 14   | 6    | 7    | 5    | 5    |
| Jamaïque          | 3    | 5    | 5    | 8    | 9    | 5    | 8    | 4    | 4    | 4    |
| Mexique           | 2    | 1    | 1    | 2    | 2    | 1    | 2    | 1    | 1    | 1    |
| Panama            | 6    | 3    | 4    | 4    | 5    | 6    | 4    | 5    | 7    | 9    |
| Trinité-et-Tobago | 9    | 9    | 9    | 6    | 4    | 4    | 9    | 9    | 10   | 11   |

| Équipe     | 2020 | 2021 | 2022 | 2023 | 2024 |
| ---------- | ---- | ---- | ---- | ---- | ---- |
| Canada     | 7    | 3    | 4    | 4    | 3    |
| Costa Rica | 4    | 4    | 3    | 5    | 5    |
| États-Unis | 2    | 1    | 1    | 1    | 1    |
| Honduras   | 5    | 8    | 8    | 7    | 7    |
| Jamaïque   | 3    | 5    | 6    | 6    | 6    |
| Mexique    | 1    | 2    | 2    | 2    | 2    |
| Panama     | 9    | 6    | 5    | 3    | 4    |

#### Bilan par nation (zone CONCACAF)
| Équipes           | Premier | Deuxième | Troisième |
| ----------------- | ------- | -------- | --------- |
| Mexique           | 22      | 10       | 0         |
| États-Unis        | 8       | 22       | 2         |
| Costa Rica        | 2       | 0        | 10        |
| Honduras          | 0       | 0        | 7         |
| Jamaïque          | 0       | 0        | 6         |
| Panama            | 0       | 0        | 2         |
| Canada            | 0       | 0        | 2         |
| Cuba              | 0       | 0        | 1         |
| Haïti             | 0       | 0        | 1         |
| Trinité-et-Tobago | 0       | 0        | 1         |

### Amérique du Sud
Le tableau suivant retrace le classement des cinq meilleures sélections de la Confédération sud-américaine de football (CONMEBOL) depuis 1993 d'après leurs points au classement mondial FIFA établi en fin d'année civile.
| Équipe    | 1993 | 1994 | 1995 | 1996 | 1997 | 1998 | 1999 |
| --------- | ---- | ---- | ---- | ---- | ---- | ---- | ---- |
| Argentine | 2    | 2    | 2    | 3    | 4    | 2    | 2    |
| Bolivie   | 7    | 5    | 6    | 7    | 5    | 6    | 8    |
| Brésil    | 1    | 1    | 1    | 1    | 1    | 1    | 1    |
| Chili     | 6    | 6    | 5    | 4    | 3    | 3    | 4    |
| Colombie  | 4    | 3    | 3    | 2    | 2    | 5    | 5    |
| Équateur  | 5    | 7    | 7    | 5    | 6    | 7    | 9    |
| Paraguay  | 8    | 9    | 8    | 6    | 7    | 4    | 3    |
| Uruguay   | 3    | 4    | 4    | 8    | 9    | 9    | 7    |

| Équipe    | 2000 | 2001 | 2002 | 2003 | 2004 | 2005 | 2006 | 2007 | 2008 | 2009 |
| --------- | ---- | ---- | ---- | ---- | ---- | ---- | ---- | ---- | ---- | ---- |
| Argentine | 2    | 1    | 2    | 2    | 2    | 2    | 2    | 1    | 2    | 2    |
| Brésil    | 1    | 2    | 1    | 1    | 1    | 1    | 1    | 2    | 1    | 1    |
| Chili     | 5    | 7    | 9    | 9    | 9    | 7    | 7    | 6    | 5    | 3    |
| Colombie  | 4    | 3    | 6    | 6    | 4    | 4    | 5    | 3    | 7    | 7    |
| Équateur  | 8    | 6    | 5    | 5    | 6    | 6    | 4    | 7    | 6    | 6    |
| Paraguay  | 3    | 4    | 3    | 4    | 5    | 5    | 6    | 4    | 3    | 5    |
| Uruguay   | 6    | 5    | 4    | 3    | 3    | 3    | 3    | 5    | 4    | 4    |

| Équipe    | 2010 | 2011 | 2012 | 2013 | 2014 | 2015 | 2016 | 2017 | 2018 | 2019 |
| --------- | ---- | ---- | ---- | ---- | ---- | ---- | ---- | ---- | ---- | ---- |
| Argentine | 2    | 3    | 1    | 1    | 1    | 1    | 1    | 2    | 3    | 3    |
| Brésil    | 1    | 2    | 5    | 4    | 3    | 3    | 2    | 1    | 1    | 1    |
| Chili     | 4    | 4    | 6    | 5    | 5    | 2    | 3    | 3    | 5    | 5    |
| Colombie  | 6    | 7    | 2    | 2    | 2    | 4    | 4    | 5    | 4    | 4    |
| Équateur  | 7    | 9    | 3    | 6    | 6    | 6    | 7    | 10   | 9    | 9    |
| Paraguay  | 9    | 6    | 9    | 8    | 7    | 8    | 6    | 4    | 8    | 8    |
| Pérou     | 5    | 5    | 7    | 9    | 8    | 7    | 8    | 7    | 6    | 6    |
| Uruguay   | 3    | 1    | 4    | 3    | 4    | 5    | 5    | 6    | 2    | 2    |

| Équipe    | 2020 | 2021 | 2022 | 2023 | 2024 |
| --------- | ---- | ---- | ---- | ---- | ---- |
| Argentine | 2    | 2    | 2    | 1    | 1    |
| Brésil    | 1    | 1    | 1    | 2    | 2    |
| Chili     | 5    | 6    | 6    | 7    | 8    |
| Colombie  | 4    | 3    | 4    | 4    | 4    |
| Équateur  | 9    | 8    | 7    | 5    | 5    |
| Pérou     | 6    | 5    | 5    | 6    | 6    |
| Uruguay   | 3    | 4    | 3    | 3    | 3    |

#### Bilan par nation (zone CONMEBOL)
| Équipes   | Premier | Deuxième | Troisième |
| --------- | ------- | -------- | --------- |
| Brésil    | 22      | 6        | 2         |
| Argentine | 9       | 18       | 4         |
| Uruguay   | 1       | 2        | 11        |
| Colombie  | 0       | 5        | 5         |
| Chili     | 0       | 1        | 5         |
| Paraguay  | 0       | 0        | 4         |
| Équateur  | 0       | 0        | 1         |

### Asie
Le tableau suivant retrace le classement des 5 meilleures sélections de la Confédération asiatique de football (AFC) depuis 1993 d'après leurs points au classement mondial FIFA établi en fin d'année civile (l'Australie fait partie de la Confédération asiatique de football depuis le 1er janvier 2006).
| Équipe              | 1993 | 1994 | 1995 | 1996 | 1997 | 1998 | 1999 |
| ------------------- | ---- | ---- | ---- | ---- | ---- | ---- | ---- |
| Arabie saoudite     | 1    | 1    | 3    | 2    | 3    | 5    | 1    |
| Chine               | 5    | 4    | 4    | 8    | 8    | 6    | 10   |
| Corée du Sud        | 2    | 2    | 2    | 3    | 2    | 1    | 3    |
| Émirats arabes unis | 4    | 5    | 5    | 5    | 6    | 7    | 4    |
| Iran                | 7    | 10   | 14   | 9    | 5    | 4    | 2    |
| Japon               | 3    | 3    | 1    | 1    | 1    | 2    | 6    |
| Koweït              | 9    | 6    | 8    | 6    | 4    | 3    | 9    |
| Ouzbékistan         | –    | 11   | 9    | 17   | 11   | 11   | 5    |
| Thaïlande           | 11   | 13   | 6    | 4    | 7    | 8    | 7    |

| Équipe          | 2000 | 2001 | 2002 | 2003 | 2004 | 2005 | 2006 | 2007 | 2008 | 2009 |
| --------------- | ---- | ---- | ---- | ---- | ---- | ---- | ---- | ---- | ---- | ---- |
| Arabie saoudite | 1    | 2    | 4    | 2    | 4    | 4    | 7    | 5    | 5    | 5    |
| Australie       | –    | –    | –    | –    | –    | –    | 2    | 4    | 1    | 1    |
| Bahreïn         | 25   | 18   | 15   | 10   | 8    | 5    | 14   | 12   | 8    | 4    |
| Chine           | 9    | 5    | 7    | 15   | 9    | 8    | 11   | 8    | 11   | 13   |
| Corée du Sud    | 4    | 4    | 1    | 1    | 3    | 3    | 5    | 3    | 3    | 3    |
| Irak            | 10   | 9    | 5    | 5    | 6    | 6    | 10   | 7    | 7    | 11   |
| Iran            | 2    | 1    | 3    | 3    | 2    | 2    | 1    | 2    | 4    | 6    |
| Japon           | 3    | 3    | 2    | 4    | 1    | 1    | 4    | 1    | 2    | 2    |
| Jordanie        | 16   | 16   | 9    | 6    | 5    | 12   | 13   | 16   | 15   | 17   |
| Ouzbékistan     | 7    | 8    | 14   | 13   | 7    | 7    | 3    | 6    | 6    | 7    |
| Thaïlande       | 5    | 7    | 8    | 8    | 13   | 18   | 22   | 17   | 16   | 15   |

| Équipe              | 2010 | 2011 | 2012 | 2013 | 2014 | 2015 | 2016 | 2017 | 2018 | 2019 |
| ------------------- | ---- | ---- | ---- | ---- | ---- | ---- | ---- | ---- | ---- | ---- |
| Arabie saoudite     | 5    | 11   | 15   | 9    | 11   | 7    | 5    | 5    | 5    | 6    |
| Australie           | 1    | 2    | 3    | 4    | 10   | 4    | 4    | 2    | 2    | 4    |
| Chine               | 6    | 5    | 6    | 10   | 9    | 8    | 8    | 6    | 7    | 9    |
| Corée du Sud        | 3    | 3    | 2    | 3    | 3    | 2    | 2    | 4    | 4    | 3    |
| Émirats arabes unis | 12   | 19   | 10   | 7    | 5    | 5    | 7    | 7    | 8    | 8    |
| Iran                | 4    | 4    | 4    | 1    | 1    | 1    | 1    | 1    | 1    | 2    |
| Japon               | 2    | 1    | 1    | 2    | 2    | 3    | 3    | 3    | 3    | 1    |
| Jordanie            | 11   | 8    | 8    | 5    | 6    | 10   | 11   | 16   | 19   | 16   |
| Ouzbékistan         | 15   | 6    | 5    | 6    | 4    | 6    | 6    | 9    | 14   | 12   |
| Qatar               | 16   | 10   | 11   | 11   | 8    | 9    | 9    | 14   | 13   | 5    |

| Équipe          | 2020 | 2021 | 2022 | 2023 | 2024 |
| --------------- | ---- | ---- | ---- | ---- | ---- |
| Arabie saoudite | 6    | 6    | 5    | 5    | 8    |
| Australie       | 4    | 4    | 4    | 4    | 4    |
| Corée du Sud    | 3    | 3    | 3    | 3    | 3    |
| Iran            | 2    | 1    | 2    | 2    | 2    |
| Japon           | 1    | 2    | 1    | 1    | 1    |
| Qatar           | 5    | 5    | 6    | 6    | 5    |

#### Bilan par nation (zone AFC)
| Équipes         | Premier | Deuxième | Troisième |
| --------------- | ------- | -------- | --------- |
| Japon           | 13      | 8        | 8         |
| Iran            | 9       | 10       | 2         |
| Arabie saoudite | 4       | 3        | 2         |
| Corée du Sud    | 3       | 7        | 17        |
| Australie       | 3       | 4        | 1         |
| Koweït          | 0       | 0        | 1         |
| Ouzbékistan     | 0       | 0        | 1         |

### Europe
Le tableau suivant retrace
le classement des 10 meilleures sélections de l'Union des associations européennes de football (UEFA) depuis 1993 d'après leurs points au classement mondial FIFA établi en fin d'année civile.
| Équipe               | 1993 | 1994 | 1995 | 1996 | 1997 | 1998 | 1999 |
| -------------------- | ---- | ---- | ---- | ---- | ---- | ---- | ---- |
| Allemagne            | 1    | 4    | 1    | 1    | 1    | 2    | 4    |
| Angleterre           | 9    | 13   | 15   | 9    | 3    | 7    | 9    |
| Croatie              | 40   | 31   | 24   | 15   | 12   | 3    | 7    |
| Danemark             | 5    | 11   | 7    | 4    | 6    | 13   | 8    |
| Espagne              | 4    | 1    | 3    | 6    | 8    | 11   | 3    |
| France               | 13   | 14   | 6    | 2    | 4    | 1    | 2    |
| République d'Irlande | 8    | 8    | 18   | 21   | 24   | 29   | 25   |
| Italie               | 2    | 3    | 2    | 8    | 7    | 5    | 11   |
| Norvège              | 3    | 7    | 8    | 11   | 10   | 10   | 5    |
| Pays-Bas             | 6    | 5    | 5    | 7    | 14   | 8    | 15   |
| Portugal             | 15   | 15   | 12   | 10   | 16   | 18   | 12   |
| Tchéquie             | 14   | 20   | 11   | 3    | 2    | 6    | 1    |
| Roumanie             | 11   | 9    | 9    | 13   | 5    | 9    | 6    |
| Russie               | 12   | 10   | 4    | 5    | 9    | 20   | 14   |
| Suède                | 7    | 2    | 10   | 14   | 11   | 12   | 13   |
| Suisse               | 10   | 6    | 14   | 23   | 29   | 35   | 30   |
| RF Yougoslavie       | 29   | 40   | 37   | 27   | 13   | 4    | 10   |

| Équipe               | 2000 | 2001 | 2002 | 2003 | 2004 | 2005 | 2006 | 2007 | 2008 | 2009 |
| -------------------- | ---- | ---- | ---- | ---- | ---- | ---- | ---- | ---- | ---- | ---- |
| Allemagne            | 8    | 8    | 3    | 8    | 13   | 11   | 4    | 3    | 2    | 5    |
| Angleterre           | 11   | 6    | 5    | 6    | 5    | 5    | 3    | 10   | 6    | 7    |
| Croatie              | 12   | 14   | 18   | 14   | 14   | 13   | 11   | 8    | 5    | 8    |
| Danemark             | 14   | 13   | 8    | 9    | 10   | 9    | 15   | 22   | 22   | 16   |
| Espagne              | 5    | 4    | 2    | 2    | 3    | 3    | 8    | 2    | 1    | 1    |
| France               | 1    | 1    | 1    | 1    | 1    | 4    | 2    | 5    | 9    | 6    |
| Grèce                | 24   | 29   | 26   | 18   | 12   | 12   | 12   | 9    | 14   | 9    |
| République d'Irlande | 20   | 12   | 10   | 10   | 8    | 15   | 25   | 24   | 23   | 22   |
| Italie               | 2    | 3    | 9    | 7    | 7    | 8    | 1    | 1    | 4    | 3    |
| Norvège              | 10   | 19   | 17   | 23   | 18   | 19   | 26   | 20   | 32   | 18   |
| Pays-Bas             | 6    | 5    | 4    | 3    | 4    | 2    | 5    | 7    | 3    | 2    |
| Portugal             | 4    | 2    | 7    | 12   | 6    | 6    | 6    | 6    | 10   | 4    |
| Tchéquie             | 3    | 9    | 11   | 4    | 2    | 1    | 7    | 4    | 11   | 13   |
| Roumanie             | 9    | 10   | 15   | 17   | 16   | 16   | 14   | 11   | 15   | 19   |
| Russie               | 13   | 16   | 14   | 15   | 17   | 17   | 16   | 16   | 7    | 10   |
| Serbie-et-Monténégro | 7    | 7    | 13   | 22   | 23   | 25   | –    | –    | –    | –    |
| Suède                | 15   | 11   | 16   | 13   | 9    | 10   | 10   | 17   | 19   | 25   |
| Turquie              | 19   | 17   | 6    | 5    | 11   | 7    | 19   | 13   | 8    | 24   |
| Ukraine              | 21   | 21   | 24   | 31   | 27   | 21   | 9    | 21   | 12   | 14   |

| Équipe         | 2010 | 2011 | 2012 | 2013 | 2014 | 2015 | 2016 | 2017 | 2018 | 2019 |
| -------------- | ---- | ---- | ---- | ---- | ---- | ---- | ---- | ---- | ---- | ---- |
| Allemagne      | 3    | 3    | 2    | 2    | 1    | 3    | 1    | 1    | 11   | 10   |
| Angleterre     | 4    | 4    | 4    | 9    | 9    | 5    | 8    | 10   | 4    | 3    |
| Autriche       | 27   | 35   | 31   | 25   | 14   | 6    | 20   | 18   | 15   | 16   |
| Belgique       | 33   | 24   | 13   | 7    | 2    | 1    | 2    | 3    | 1    | 1    |
| Croatie        | 6    | 6    | 8    | 10   | 12   | 12   | 9    | 11   | 3    | 4    |
| Danemark       | 17   | 8    | 14   | 15   | 18   | 28   | 27   | 8    | 8    | 11   |
| Espagne        | 1    | 1    | 1    | 1    | 6    | 2    | 5    | 4    | 7    | 6    |
| France         | 12   | 11   | 11   | 13   | 4    | 17   | 3    | 7    | 2    | 2    |
| Grèce          | 7    | 10   | 9    | 8    | 15   | 27   | 24   | 28   | 27   | 30   |
| Italie         | 10   | 7    | 3    | 4    | 7    | 9    | 11   | 10   | 12   | 8    |
| Norvège        | 8    | 16   | 15   | 28   | 35   | 31   | 37   | 31   | 30   | 25   |
| Pays-Bas       | 2    | 2    | 6    | 6    | 3    | 8    | 13   | 14   | 10   | 9    |
| Pays de Galles | 46   | 27   | 37   | 29   | 22   | 11   | 7    | 13   | 13   | 14   |
| Pologne        | 36   | 33   | 28   | 36   | 25   | 23   | 10   | 5    | 14   | 13   |
| Portugal       | 5    | 5    | 5    | 3    | 4    | 4    | 4    | 2    | 5    | 5    |
| Roumanie       | 32   | 30   | 20   | 20   | 10   | 10   | 22   | 24   | 16   | 22   |
| Russie         | 9    | 9    | 7    | 14   | 19   | 16   | 31   | 33   | 31   | 23   |
| Suède          | 21   | 13   | 12   | 16   | 26   | 24   | 23   | 12   | 9    | 12   |
| Suisse         | 14   | 12   | 10   | 5    | 8    | 7    | 6    | 6    | 6    | 7    |

| Équipe     | 2020 | 2021 | 2022 | 2023 | 2024 |
| ---------- | ---- | ---- | ---- | ---- | ---- |
| Allemagne  | 10   | 9    | 10   | 9    | 8    |
| Angleterre | 3    | 3    | 3    | 2    | 3    |
| Belgique   | 1    | 1    | 2    | 3    | 6    |
| Croatie    | 7    | 11   | 5    | 8    | 9    |
| Danemark   | 8    | 7    | 11   | 11   | 11   |
| Espagne    | 5    | 5    | 8    | 6    | 2    |
| France     | 2    | 2    | 1    | 1    | 1    |
| Italie     | 6    | 4    | 6    | 7    | 7    |
| Pays-Bas   | 10   | 8    | 4    | 4    | 5    |
| Portugal   | 4    | 6    | 7    | 5    | 4    |
| Suisse     | 11   | 10   | 9    | 10   | 10   |

#### Bilan par nation (zone UEFA)
| Équipes    | Premier | Deuxième | Troisième |
| ---------- | ------- | -------- | --------- |
| France     | 9       | 7        | 1         |
| Espagne    | 7       | 5        | 4         |
| Allemagne  | 7       | 4        | 5         |
| Belgique   | 5       | 3        | 3         |
| Italie     | 2       | 3        | 4         |
| Tchéquie   | 2       | 2        | 2         |
| Pays-Bas   | 0       | 4        | 3         |
| Angleterre | 0       | 1        | 7         |
| Portugal   | 0       | 2        | 1         |
| Suède      | 0       | 1        | 0         |
| Croatie    | 0       | 0        | 2         |
| Norvège    | 0       | 0        | 1         |

### Océanie
Le tableaux suivant retracent le classement des 5 meilleures sélections de la Confédération du football d'Océanie (OFC) depuis 1993 d'après leurs points au classement mondial FIFA établi en fin d'année civile. L'Australie ne fait plus partie de la Confédération océanienne de football depuis le 1er janvier 2006.
| Équipe           | 1993 | 1994 | 1995 | 1996 | 1997 | 1998 | 1999 |
| ---------------- | ---- | ---- | ---- | ---- | ---- | ---- | ---- |
| Australie        | 1    | 1    | 1    | 1    | 1    | 1    | 1    |
| Fidji            | 3    | 3    | 3    | 3    | 4    | 4    | 3    |
| Îles Salomon     | 5    | 5    | 5    | 7    | 3    | 5    | 5    |
| Nouvelle-Zélande | 2    | 2    | 2    | 2    | 2    | 2    | 2    |
| Tahiti           | 4    | 4    | 4    | 4    | 5    | 3    | 4    |

| Équipe             | 2000 | 2001 | 2002 | 2003 | 2004 | 2005 | 2006 | 2007 | 2008 | 2009 |
| ------------------ | ---- | ---- | ---- | ---- | ---- | ---- | ---- | ---- | ---- | ---- |
| Australie          | 1    | 1    | 2    | 1    | 1    | 1    | –    | –    | –    | –    |
| Fidji              | 5    | 3    | 4    | 4    | 5    | 3    | 2    | 4    | 2    | 2    |
| Îles Salomon       | 3    | 5    | 5    | 5    | 4    | 4    | 3    | 3    | 5    | 5    |
| Nouvelle-Calédonie | –    | –    | –    | –    | 10   | 10   | 6    | 2    | 3    | 3    |
| Nouvelle-Zélande   | 2    | 2    | 1    | 2    | 2    | 2    | 1    | 1    | 1    | 1    |
| Tahiti             | 4    | 4    | 3    | 3    | 3    | 5    | 5    | 7    | 7    | 9    |

| Équipe             | 2010 | 2011 | 2012 | 2013 | 2014 | 2015 | 2016 | 2017 | 2018 | 2019 |
| ------------------ | ---- | ---- | ---- | ---- | ---- | ---- | ---- | ---- | ---- | ---- |
| Fidji              | 2    | 3    | 6    | 6    | 6    | 6    | 6    | 7    | 7    | 5    |
| Îles Salomon       | 5    | 7    | 4    | 4    | 4    | 9    | 7    | 2    | 2    | 2    |
| Nouvelle-Calédonie | 3    | 4    | 2    | 2    | 2    | 5    | 3    | 4    | 3    | 3    |
| Nouvelle-Zélande   | 1    | 1    | 1    | 1    | 1    | 1    | 1    | 1    | 1    | 1    |
| Samoa              | 7    | 2    | 7    | 7    | 6    | 2    | 10   | 10   | 10   | 9    |
| Samoa américaines  | 10   | 9    | 10   | 10   | 10   | 3    | 8    | 8    | 9    | 8    |
| Tahiti             | 6    | 8    | 3    | 3    | 3    | 7    | 2    | 3    | 4    | 4    |

| Équipe                    | 2020 | 2021 | 2022 | 2023 | 2024 |
| ------------------------- | ---- | ---- | ---- | ---- | ---- |
| Fidji                     | 5    | 5    | 6    | 6    | 3    |
| Îles Salomon              | 2    | 2    | 2    | 2    | 2    |
| Nouvelle-Calédonie        | 3    | 3    | 4    | 3    | 4    |
| Nouvelle-Zélande          | 1    | 1    | 1    | 1    | 1    |
| Papouasie-Nouvelle-Guinée | 7    | 7    | 3    | 5    | 7    |

#### Bilan par nation (zone OFC)
| Équipes                   | Premier | Deuxième | Troisième |
| ------------------------- | ------- | -------- | --------- |
| Nouvelle-Zélande          | 20      | 12       | 0         |
| Australie                 | 12      | 1        | 0         |
| Îles Salomon              | 0       | 8        | 4         |
| Nouvelle-Calédonie        | 0       | 4        | 9         |
| Fidji                     | 0       | 4        | 9         |
| Samoa                     | 0       | 2        | 0         |
| Tahiti                    | 0       | 1        | 8         |
| Samoa américaines         | 0       | 0        | 1         |
| Papouasie-Nouvelle-Guinée | 0       | 0        | 1         |